# Sinagoga di Norrköping

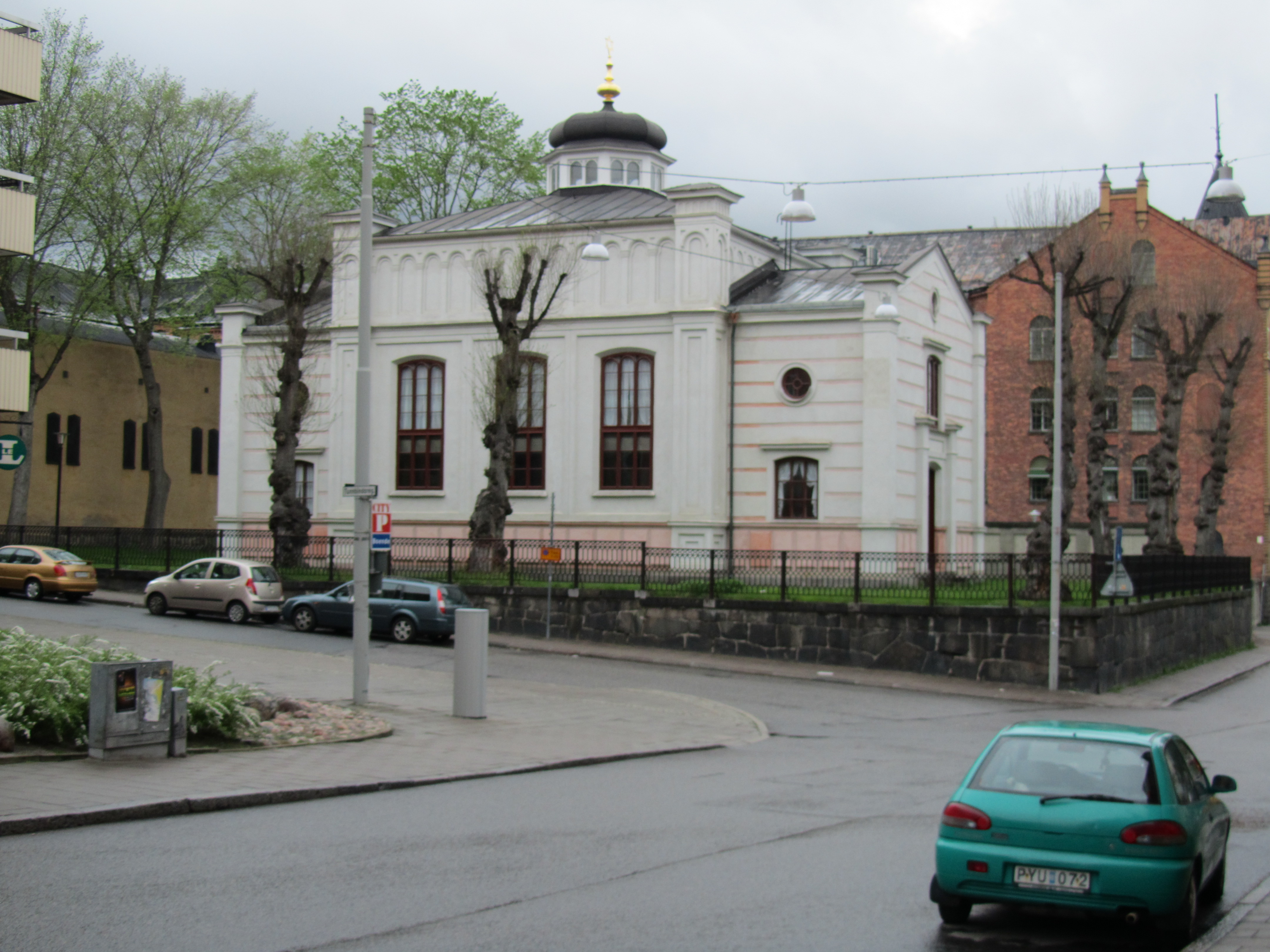
Un'altra immagine della sinagoga da una diversa angolatura

La sinagoga di Norrköping, costruita nel 1858, è una sinagoga monumentale della Svezia.

## Storia
Alcune famiglie ebree si stabilirono a Norrköping alla fine del Settecento. Una prima piccola sinagoga fu costruita nel 1790 e quindi sostituita nel 1858 da un edificio più ampio, quello tuttora esistente. La comunità contava allora circa 100 membri.
L'edificio a un piano ha forma rettangolare, compatta, con ampi finestroni e una cupoletta centrale sormontata dalla stella di Davide.
Alla neutrale Svezia furono risparmiate le distruzioni della seconda guerra mondiale e gli orrori dell'Olocausto. La sinagoga è così giunta a noi intatta (e nel 1978 fu annoverata tra i monumenti storici nazionali svedesi), ma per lunghi anni è stata chiusa e abbandonata nel dopoguerra per la quasi totale scomparsa della presenza ebraica in città.
Nel 2010 la sinagoga è stata oggetto di un importante intervento di restauro, grazie al contributo del Consolato Generale di Svezia a San Francisco, e riaperta al culto per la piccola comunità ebraica ricostituitasi in città. Alla cerimonia di riapertura sono intervenute numerose personalità tra cui l'ambasciatore di Israele in Svezia, il sindaco e il vescovo locali.